# Juan VI el Magnífico
Juan VI el Magnífico (en  armenio Հովհաննես Զ Սսեցի), también conocido como Juan VI Medzabaro (el Magnífico), fue el Catholicós de la Iglesia Apostólica Armenia desde 1203 hasta 1221, año de su fallecimiento.

## Biografía
Según Cyril Toumanoff, el futuro patriarca Juan o Hovhannes, obispo de Sis, pertenecía a la Dinastía hetumiana, ya que era hijo del príncipe Constantino de Louvla (hacia 1195), tercer hijo de Hethum II, señor de Lampron (fallecido en 1143). Al igual que su predecesor  Gregorio VI Apirat, Juan VI el Magnífico recibió el palio del papa Inocencio III en 1205 y fue nombrado Gran Canciller de Armenia.
Sin embargo, el rey León I de Armenia, también es llamado León II (Levon II), cuando se cuenta a su antepasado homónimo que se había mostrado celoso partidario de la Iglesia católica, pareció no prestar atención a las condiciones acordadas para la puesta en marcha de la unión una vez finalizada su coronación. Durante el patriarcado de Juan VI el Magnífico, el rey León II no dudó en frustrar las instrucciones del legado papal, e incluso en expulsar a los religiosos latinos de Cilicia. El Catholicós, personalmente desfavorable a los extranjeros, ignoró el pacto de 1198.
Una escisión estalló en el seno de la Iglesia cuando fue nombrado Gregorio VI de Cilicia y provocó la usurpación de Basilio II de Ani en la Gran Armenia. El rey León II se peleó entonces con el patriarca Juan VI y lo enfrentó con el anticatolicós Anania de Sebaste en Sis en 1204, más adelante David III de Arkakahin a quien impuso como coadjutor el mismo año. En 1206, la desaparición casi simultánea de los tres pretendientes puso fin a esta confusión.
Por su parte, el clero de la Gran Armenia también se unió al soberano Juan VI Medzabaro, gracias a la intervención de Lazaré Orbélian, representante del rey Jorge IV de Georgia, y el patriarca pudo terminar sus días en paz en 1221.